# Rhein-Haard-Express
| Kopfbahnhof Streckenanfang                | 0   | Osnabrück Hbf                              | ICE, IC                                    |
| Bahnhof                                   | 8   | Hasbergen                                  | Hasbergen                                  |
| Bahnhof                                   | 13  | Natrup-Hagen (zweistdl.)                   | Natrup-Hagen (zweistdl.)                   |
| Grenze                                    |     | Landesgrenze NI/NRW                        | Landesgrenze NI/NRW                        |
| Bahnhof                                   | 19  | Lengerich (Westf)                          | Lengerich (Westf)                          |
| Bahnhof                                   | 26  | Kattenvenne (zweistdl.)                    | Kattenvenne (zweistdl.)                    |
| Bahnhof                                   | 32  | Ostbevern                                  | Ostbevern                                  |
| Bahnhof                                   | 38  | Westbevern                                 | Westbevern                                 |
| Bahnhof                                   | 50  | Münster (Westf) Hbf                        | ICE, IC                                    |
| Bahnhof                                   | 79  | Dülmen                                     | Dülmen                                     |
| Bahnhof mit S-Bahn-Halt                   | 91  | Haltern am See                             | Haltern am See                             |
| Bahnhof mit S-Bahn-Halt                   | 107 | Recklinghausen Hbf                         | ICE, IC                                    |
| Bahnhof mit S-Bahn-Halt                   | 117 | Wanne-Eickel Hbf                           | IC                                         |
| Bahnhof mit S-Bahn-Halt                   | 123 | Gelsenkirchen Hbf                          | ICE, IC                                    |
| Bahnhof mit S-Bahn-Halt                   | 134 | Essen Hbf                                  | THA, ICE, IC                               |
| Bahnhof mit S-Bahn-Halt                   | 144 | Mülheim (Ruhr) Hbf                         | IC                                         |
| Bahnhof mit S-Bahn-Halt                   | 154 | Duisburg Hbf                               | THA, ICE, IC                               |
| Abzweig geradeaus und ehemals nach rechts |     | ehem. Zuglauf nach Mönchengladbach (s. u.) | ehem. Zuglauf nach Mönchengladbach (s. u.) |
| Bahnhof mit S-Bahn-Halt                   | 169 | Düsseldorf Flughafen                       | ICE, IC                                    |
|                                           | 177 | Düsseldorf Hbf                             | THA, ICE, IC                               |

| Abzweig ehemals geradeaus und nach links |     | heutiger Zuglauf von Münster nach Düsseldorf (s. o.) | heutiger Zuglauf von Münster nach Düsseldorf (s. o.) |
| Bahnhof (Strecke außer Betrieb)          | 107 | Rheinhausen                                          | Rheinhausen                                          |
| Bahnhof (Strecke außer Betrieb)          | 113 | Krefeld-Uerdingen                                    | Krefeld-Uerdingen                                    |
| Bahnhof (Strecke außer Betrieb)          | 119 | Krefeld Hbf                                          | Krefeld Hbf                                          |
| Bahnhof (Strecke außer Betrieb)          | 134 | Viersen                                              | Viersen                                              |
|                                          | 143 | Mönchengladbach Hbf                                  | ICE, IC                                              |

| |                     |                     |                     |
| Kursbuchstrecke (DB): | 425, 485            |                     |                     |
| Streckenlänge: | 143 km              |                     |                     |
| Streckengeschwindigkeit: | 160 km/h            |                     |                     |
| |                     |                     |                     |
| Bundesland: | Nordrhein-Westfalen |                     |                     |
| Zuglauf |                     |                     |                     |
| \| \| 0 \| Münster (Westf) Hbf \| ICE, IC \| \| \| 10 \| Münster-Albachten \| Münster-Albachten \| \| \| 13 \| Senden-Bösensell \| Senden-Bösensell \| \| \| 17 \| Nottuln-Appelhülsen \| Nottuln-Appelhülsen \| \| \| 22 \| Buldern \| Buldern \| \| \| 29 \| Dülmen \| Dülmen \| \| \| 37 \| Sythen \| Sythen \| \| \| 42 \| Haltern am See \| Haltern am See \| \| \| 51 \| Marl-Sinsen \| Marl-Sinsen \| \| \| 57 \| Recklinghausen Hbf \| ICE, IC \| \| \| 63 \| Recklinghausen Süd \| Recklinghausen Süd \| \| \| 67 \| Wanne-Eickel Hbf \| IC \| \| \| 72 \| Gelsenkirchen Hbf \| ICE, IC \| \| \| 80 \| Essen Hbf \| THA, ICE, IC \| \| \| 89 \| Mülheim (Ruhr) Hbf \| IC \| \| \| 99 \| Duisburg Hbf \| THA, ICE, IC \| \| \| 107 \| Rheinhausen \| Rheinhausen \| \| \| 113 \| Krefeld-Uerdingen \| Krefeld-Uerdingen \| \| \| 119 \| Krefeld Hbf \| ICE \| \| \| 134 \| Viersen \| Viersen \| \| \| 143 \| Mönchengladbach Hbf \| ICE, IC \| |                     |                     |                     |
| Kopfbahnhof Streckenanfang | 0                   | Münster (Westf) Hbf | ICE, IC             |
| Bahnhof | 10                  | Münster-Albachten   | Münster-Albachten   |
| Bahnhof | 13                  | Senden-Bösensell    | Senden-Bösensell    |
| Bahnhof | 17                  | Nottuln-Appelhülsen | Nottuln-Appelhülsen |
| Bahnhof | 22                  | Buldern             | Buldern             |
| Bahnhof | 29                  | Dülmen              | Dülmen              |
| Bahnhof | 37                  | Sythen              | Sythen              |
| Bahnhof mit S-Bahn-Halt | 42                  | Haltern am See      | Haltern am See      |
| Bahnhof | 51                  | Marl-Sinsen         | Marl-Sinsen         |
| Bahnhof mit S-Bahn-Halt | 57                  | Recklinghausen Hbf  | ICE, IC             |
| Bahnhof mit S-Bahn-Halt | 63                  | Recklinghausen Süd  | Recklinghausen Süd  |
| Bahnhof mit S-Bahn-Halt | 67                  | Wanne-Eickel Hbf    | IC                  |
| Bahnhof mit S-Bahn-Halt | 72                  | Gelsenkirchen Hbf   | ICE, IC             |
| Bahnhof mit S-Bahn-Halt | 80                  | Essen Hbf           | THA, ICE, IC        |
| Bahnhof mit S-Bahn-Halt | 89                  | Mülheim (Ruhr) Hbf  | IC                  |
| Bahnhof mit S-Bahn-Halt | 99                  | Duisburg Hbf        | THA, ICE, IC        |
| Bahnhof | 107                 | Rheinhausen         | Rheinhausen         |
| Bahnhof | 113                 | Krefeld-Uerdingen   | Krefeld-Uerdingen   |
| Bahnhof | 119                 | Krefeld Hbf         | ICE                 |
| Bahnhof | 134                 | Viersen             | Viersen             |
| | 143                 | Mönchengladbach Hbf | ICE, IC             |

Der Rhein-Haard-Express ist ein Regional-Express-Zuglauf in Niedersachsen und Nordrhein-Westfalen von Osnabrück über Münster, Recklinghausen, Gelsenkirchen, Essen und Duisburg nach Düsseldorf mit der Liniennummer RE 2.
In etwa halbstündigem Abstand verkehrte zwischen Münster und Essen die ihn verstärkende Haard-Bahn mit der Liniennummer RB 42. Diese unterschied sich nur durch einen zusätzlichen Halt in Recklinghausen Süd, den der RE 2 lediglich in der Schwachverkehrszeit am späten Abend hat.
Am 11. Dezember 2016 wurde die Haard-Bahn zum RE 42 Niers-Haard-Express aufgewertet und über Duisburg sowie Krefeld nach Mönchengladbach verlängert. Die Verstärkerzüge im Berufsverkehr zwischen Haltern am See und Essen sind seit Dezember 2019 durch ein ganztägiges Angebot im 30-Minuten-Takt zwischen Münster und Essen ersetzt worden.

## Geschichte
Der Rhein-Haard-Express verkehrte von 1998 bis 2002 als Haard-Express lediglich zwischen Münster und Essen. Ab dem Fahrplanwechsel im Dezember 2002 wurde er über Duisburg nach Mönchengladbach durchgebunden und ersetzt im Abschnitt Duisburg–Mönchengladbach den Rhein-Emscher-Express (RE 3), der seitdem nach Düsseldorf verkehrt.
Mit dem Fahrplanwechsel am 12. Dezember 2010 kam es zu einem weiteren Linientausch, der Abschnitt Duisburg–Mönchengladbach wurde damals stündlich vom Rhein-Hellweg-Express (RE 11) übernommen.
Der Rhein-Haard-Express übernahm im Gegenzug den Abschnitt Duisburg–Düsseldorf ebenfalls im Stundentakt. Auf diesem Abschnitt fahren somit regulär fünf Regional-Express-Linien pro Stunde (die RE 1, 2, 3, 5 und 6), sowie vier Regional-Express-Linien pro Stunde auf dem Abschnitt Essen–Duisburg (die RE 1, 2, 6 und  11).
Ebenfalls seit Dezember 2010 verkehrt der Rhein-Haard-Express mit nunmehr fünf statt vier Wagen. DB Regio NRW machte bei einer EU-weiten Ausschreibung das günstigste Angebot und erhielt den Betrieb von Januar 2015 bis Dezember 2029.
Mit dem Fahrplanwechsel im Dezember 2016 wurden die Linienverläufe erneut geändert. Der Rhein-Hellweg-Express (RE 11) fährt nun wieder ab Duisburg wie früher schon nach Düsseldorf, nun aber im Stundentakt.
Die frühere Verbindung von Münster über Essen und Duisburg nach Mönchengladbach, die der RE 2 von 2002 bis 2010 befuhr, wurde wiederhergestellt.
Dies geschieht allerdings nicht durch den Rhein-Haard-Express, sondern durch die zuvor nur zwischen Münster und Essen zu ihm parallele Haard-Bahn (RB 42), die über ihren damaligen südlichen Endpunkt hinaus als Niers-Haard-Express (RE 42) bis nach Mönchengladbach verlängert wurde.
Die Linie wurde zum Regionalexpress aufgewertet, weil sie zwischen Duisburg und Mönchengladbach den Rhein-Hellweg-Express ersetzt und auch nur dessen Stationen bedient.
Zum Fahrplanwechsel im Dezember 2019 wurde der Rhein-Haard-Express nördlich von Recklinghausen durch Auslassen von Halten beschleunigt und bis in das niedersächsische Oberzentrum Osnabrück verlängert. Gemeinsam mit Linie RB 66 der Eurobahn ist ab Münster ein Halbstundenrhythmus entstanden. Zugleich wurde der Niers-Haard-Express zwischen Essen und Münster mit Halt an allen Zwischenstationen ebenfalls auf einen Halbstundentakt verdichtet.

## Zuglauf
Der Rhein-Haard-Express befährt insgesamt fünf Eisenbahnstrecken:
- die Bahnstrecke Hamburg–Wanne-Eickel zwischen Osnabrück und Wanne-Eickel (gemeinsam mit diversen Intercitys, dem RE 42 und der RB 66)
- die Bahnstrecke Dortmund–Duisburg (Köln–Mindener, zwischen Wanne-Eickel und Gelsenkirchen – Gesamtverkehr ohne Zwischenhalt)
- die Bahnstrecke Gelsenkirchen–Essen durchgehend (gemeinsam mit dem RE 42 und der S-Bahn-Linie S 2)
- die Bahnstrecke Dortmund–Duisburg zwischen Essen und Duisburg (Fernverkehrsgleise, gemeinsam mit allen Zügen des Regional- und Fernverkehrs),
- die Bahnstrecke Duisburg–Köln zwischen Duisburg und Düsseldorf
Auf diesem vier- bis sechsgleisigen Abschnitt nutzt der Rhein-Haard-Express streckenweise die Gleise der S-Bahn oder, soweit vorhanden, die sogenannten Ortsgleise, ebenso wie der Rhein-Emscher-Express (RE 3), der Rhein-Weser-Express (RE 6), der Rhein-Hellweg-Express (RE 11) und der Rhein-IJssel-Express (RE 19). Nur der NRW-Express (RE 1) und der Rhein-Express (RE 5) befahren hier die Fernverkehrsgleise.

Der Niers-Haard-Express verkehrt durchgehend über die Bahnstrecke Duisburg–Mönchengladbach (gemeinsam mit RB 33, RB 35).

## Zugangebot
Der Rhein-Haard-Express verkehrt täglich im Stundentakt. Er hält zwischen Wanne-Eickel und Münster nur in Recklinghausen Hauptbahnhof, Haltern am See und Dülmen, nördlich von Münster an jeder Zwischenstation. Er verläuft auf einem großen Abschnitt parallel zu Linien der S-Bahn Rhein-Ruhr und wird zwischen Münster und Duisburg durch den Niers-Haard-Express (RE 42) ergänzt. Der Parallelverkehr ist auch bei der geplanten S-Bahn Münsterland gegeben.
Der RE 2 wird von DB Regio NRW betrieben. Die Wendezüge aus fünf Doppelstockwagen sind mit einer Elektrolokomotive der Baureihe 146 bespannt und fahren bis zu 160 km/h schnell. Der RE 42 wird auf dem Takt Münster-Mönchengladbach mit Fahrzeugen der Baureihe 1428 gefahren; auf dem Takt Münster-Essen kommt es wahlweise zum Einsatz von Flirt-Triebwagen oder von einer 146er-Lokomotive bespannt mit vier Doppelstockwagen.
In den Abend- bzw. Nachtstunden, wenn der Niers-Haard-Express nicht verkehrt, hält der Rhein-Haard-Express an allen Stationen zwischen Essen und Münster. Um der dann geringeren Fahrgastnachfrage gerecht zu werden, kommen für diese Fahrten die Flirt-Triebwagen der RE 42 anstelle der Lokomotiven zum Einsatz.

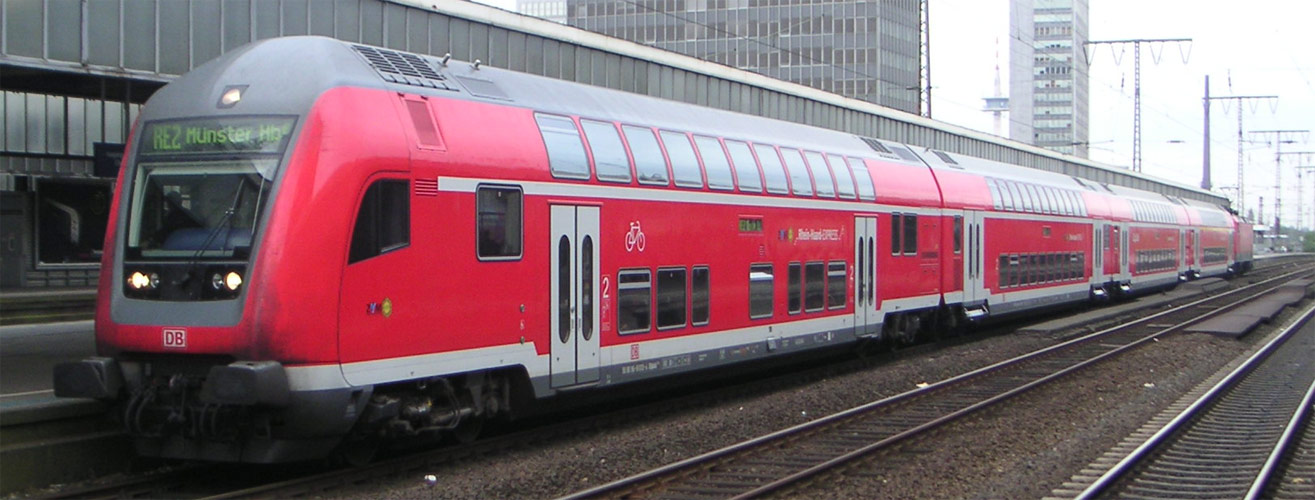
Essen Hbf: Rhein-Haard-Express vor Abfahrt nach Münster (Westf) Hbf, der dritte Wagen ist das „ZugCafé“
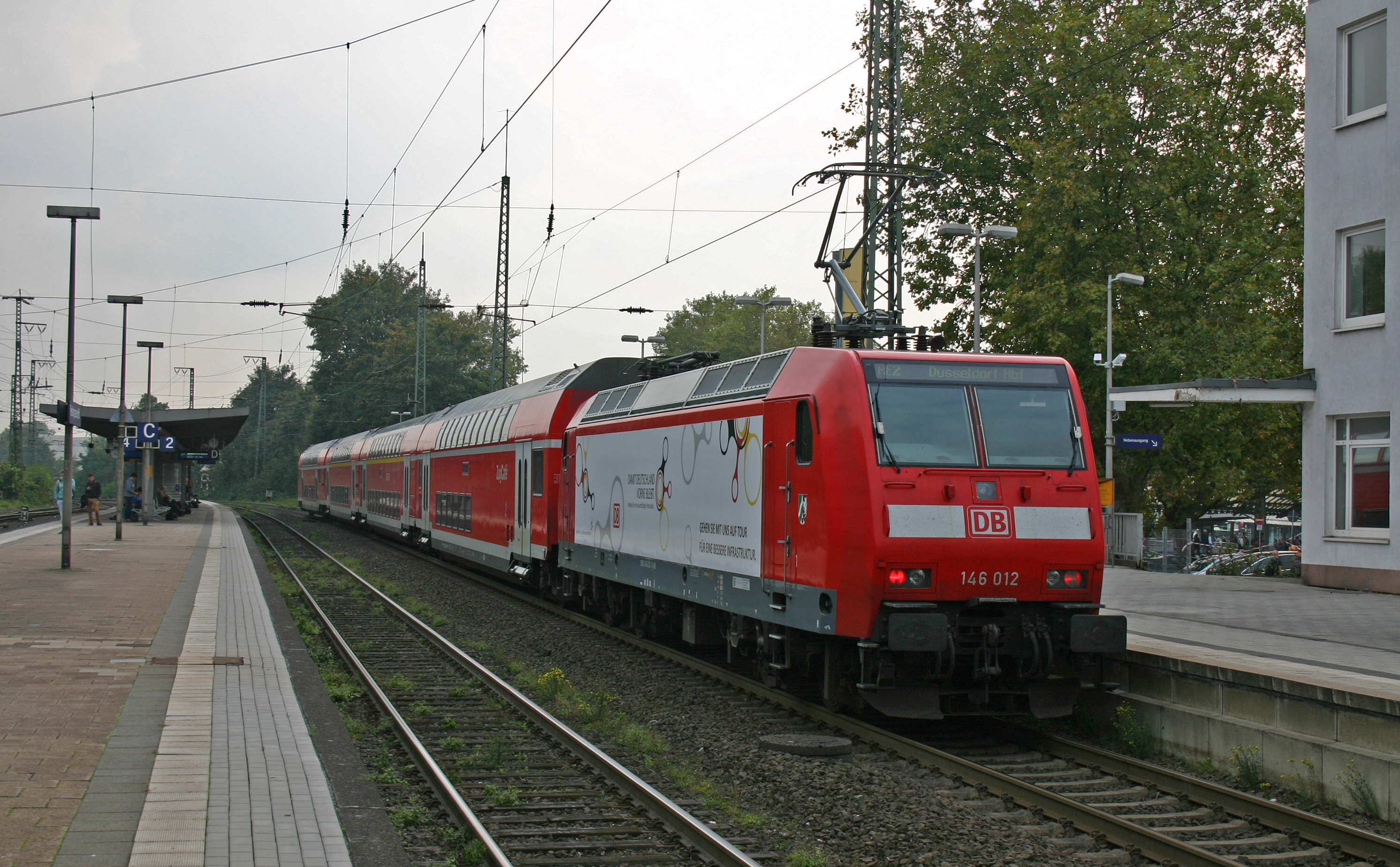
Recklinghausen Hbf: Der Rhein-Haard-Express in Fahrtrichtung Düsseldorf Hbf
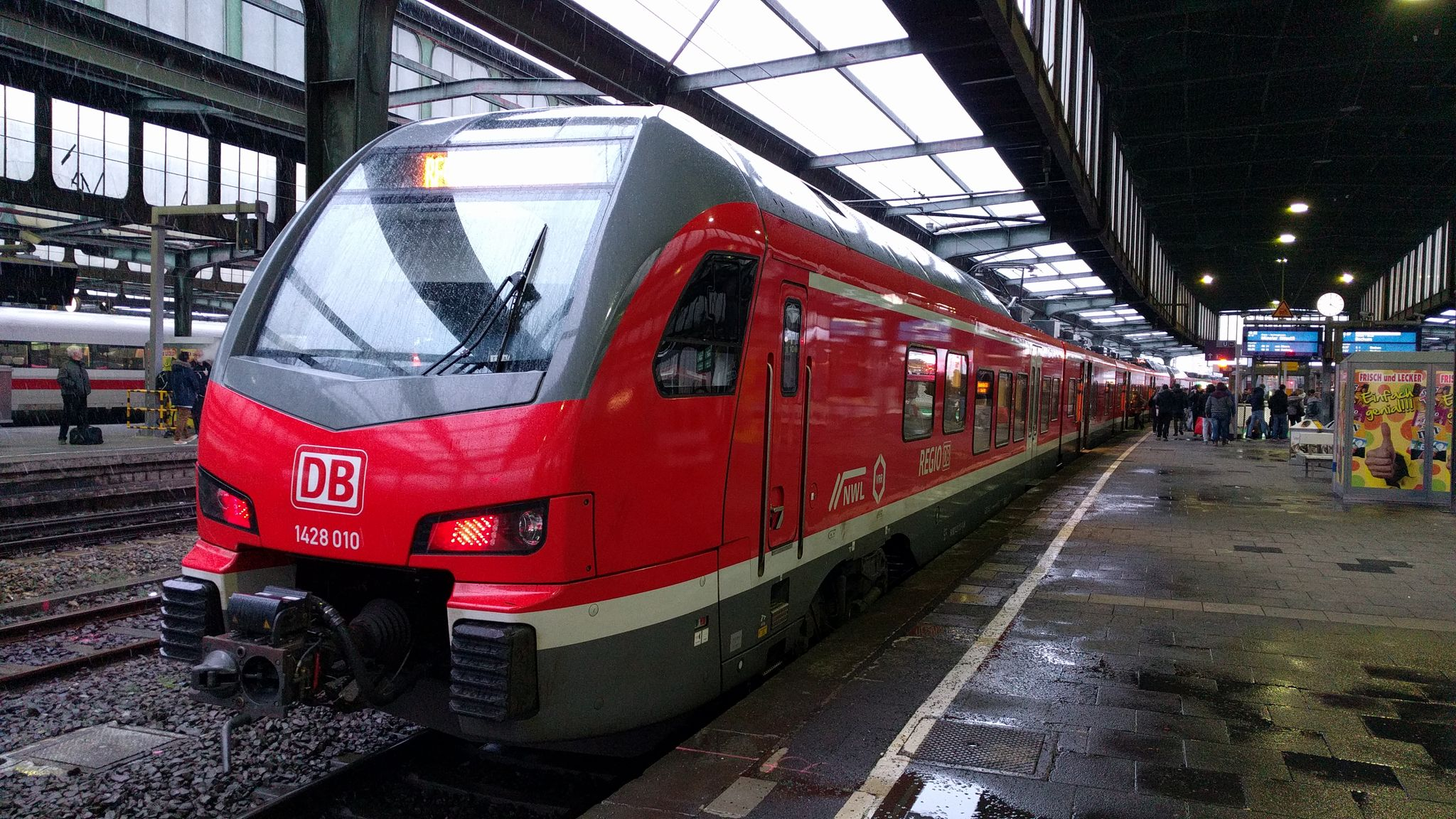
Duisburg Hbf: DB 1428-010 Niers-Haard-Express RE42 Mönchengladbach Hbf → Münster(Westf) Hbf

Als letzte Regional-Express-Linie in Nordrhein-Westfalen hatte der Rhein-Haard-Express noch ein sogenanntes ZugCafé (Bistrobereich). Dieses war in den Hauptverkehrszeiten montags bis freitags geöffnet. Mit der erneuten Vergabe der Linie an DB Regio (2015 bis Ende 2029) ist der Bistrobetrieb entfallen.
Für den Rhein-Haard-Express werden Altfahrzeuge umgebaut, sodass die 1. Klasse nunmehr im Steuerwagen zu finden sein soll, der außerdem über niederflurige Türen und ein WC für mobilitätseingeschränkte Personen sowie über Fahrradstellflächen verfügt. In der Regel befindet sich der Steuerwagen in Fahrtrichtung Düsseldorf vorn, die Lokomotive zieht in Fahrtrichtung Osnabrück. Da einige Stationen eine Bahnsteighöhe von nur 38 Zentimetern über Schienenoberkante aufweisen, ist ein barrierefreier Ein- und Ausstieg dennoch nicht immer möglich.
Die Doppelstockwagen verfügen zusätzlich zum akustischen Fahrgastinformationssystem auch über ein visuelles, das die Fahrgäste über den nächsten Halt und mögliche Anschlüsse informiert. Die Ausstattung der jeweiligen Doppelstockwagen unterscheidet sich jedoch weiterhin teilweise deutlich, etwa durch den Einsatz wärmerer oder kühlerer Innenbeleuchtung, grüner oder oranger LED-Matrixanzeigen, sowie die Wiedergabe eines Dreiklang-Signaltons beim Schließen der Einstiegstüre.
Seit März 2015 werden für den Niers-Haard-Express Elektrotriebwagen vom Typ Stadler Flirt 3, Baureihe 1428 eingesetzt.
Der Rhein-Haard-Express ist u. a. in Osnabrück, Münster, Gelsenkirchen, Essen, Duisburg und Düsseldorf mit dem übrigen Nahverkehrsnetz verknüpft, zudem sichert er in Duisburg, Münster und Osnabrück direkte Anschlüsse an den Schienenpersonenfernverkehr.
Bestellt wird er von den Zweckverbänden Verkehrsverbund Rhein-Ruhr (VRR) und Nahverkehr Westfalen-Lippe (NWL) im nordrhein-westfälischen Abschnitt und von der Landesnahverkehrsgesellschaft Niedersachsen (LNVG) im niedersächsischen Abschnitt.

## Planungen
Die Aufgabenträger planen mit Betriebsaufnahme im Dezember 2030 die Neuausschreibung der Linien RE 2 und RE 42 mit einer Vertragslaufzeit von 15 Jahren. Die Linien sollen in zwei getrennten Losen mit Loslimitierung im Rahmen der Ausschreibung „RRX B-Flotte“ vergeben werden. Die Loslimitierung sorgt dafür, dass die beiden Linien nur an zwei verschiedene Verkehrsunternehmen vergeben werden können. Das Los mit der Linie RE 2 beinhaltet auch die Linien RE 3 Hamm – Düsseldorf und RE 9 Aachen – Siegen. In dem anderen Los befindet sich zusätzlich die Linie RE 7 Rheine – Krefeld. Die Fahrzeuge sollen durch die Verkehrsunternehmen beschafft und gewartet werden, wohingegen die Aufgabenträger die Finanzierung übernehmen und Eigentümer der Fahrzeuge werden. In Design und Ausstattung sollen sich die Triebzüge an der Bestandsflotte des Rhein-Ruhr-Express orientieren. Für die Linie RE 2 sind vierteilige (teilweise) doppelstöckige Fahrzeuge mit etwa 370 Sitzplätzen vorgesehen, die in Doppeltraktion an Bahnsteigen mit einer Nutzlänge von 210 Metern halten können. Für die Linie RE 42 sind sechsteilige (teilweise) doppelstöckige Fahrzeuge mit 600–650 Sitzplätzen vorgesehen.